# Pożogi (Łącko)
Pożogi – przysiółek wsi Łącko w Polsce, położona w województwie małopolskim, w powiecie nowosądeckim, w gminie Łącko.
W latach 1975–1998 wieś administracyjnie należała do województwa nowosądeckiego.